# Livjægermonumentet
55°41′50.99″N 12°35′19.82″Ø / 55.6974972°N 12.5888389°Ø
Livjæger monumentet er en mindestøtte udført af Kai Weischer opstillet i Classens Have i København til minde om Kongens Livjægerkorps og dets heroiske kamp for Danmark ved forskellige lejligheder. Mindestøtten er givet af Livjægerskydeselskabet af 1817.
Mindestøtten består af tre dele:
En inskription til minde om de slag livjægerkorpset har deltaget i, der omfatter følgende:
- 1801
- 1807
- 1848-1850
- 1864
- 1940-1945

Et figurrelief udført i bronze efter Eckersbergs og Lahdes stik "Udfald mod de engelske i Classens Have under Københavns belejring den 31.august 1807"
En inskription der bekendtgør, at mindestøtten er "Rejst i 150-året for oprettelsen af Kongens Livjægerkorps 1801 – 25. marts – 1951"